# Greenex
«Greenex» — российский бренд дров компании «Петербургский топливный союз», специально изготовляемых для применения в каминах, мангалах, а также для декоративных целей, некоторые виды продукции ароматизируются эфирными маслами.

## История
Компания «Петербургский топливный союз» была основана Юрием Фурсовым и Дмитрием Гамолей, в 2013 году предприниматели арендовали участок в посёлке Лесное, а брёвна закупали в областных лесхозах. В сентябре 2013 года под торговой маркой «Greenex» фирма начала продавать вымытые и высушенные до необходимой влажности каминные дрова, первые поставки осуществлялись по предварительному заказу. В качестве логотипа была выбрана стилизованная древесная лягушка, которая выжигается на каждом бруске. Первым заказом «Greenex», по утверждению предпринимателей, была поставка каминных дров на саммит G-20 в Санкт-Петербурге.

## Деятельность и рынок
В каминной линейке выпускаются дрова из дуба, берёзы, ольхи, для приготовления блюд на открытом огне — дрова из фруктовых деревьев (яблони, сливы). Обеспечивается эстетичность дров и упаковки, за что пользователи дорогих каминов готовы платить дополнительную цену.
Выручка от продажи ароматизированных дров за год составила всего 350 тыс. рублей, за зиму 2013 года было продано 400 коробок. Суммарный объём рынка дров в Санкт-Петербурге и Ленинградской области оценивается в 90 млн рублей в месяц, доля сегмента каминных дров — 1—2 %, в обороте «Петербургского топливного союза», занимающегося также поставкой обычных дров, угля, топливных брикетов, дрова торговой марки «Greenex» составляют 5—10 %.